# Atbash
Atbash é uma criptografia de simples substituição do alfabeto hebraico. Ela consiste na substituição do aleph (a primeira letra) pela tav (a última), beth (a segunda) pela shin (a penúltima), e assim por diante, invertendo o alfabeto usual.
Uma decodificação em Atbash para o alfabeto romano seria assim:
```
 Normal:  a b c d e f g h i j k l m n o p q r s t u v w x y z
 Código:  Z Y X W V U T S R Q P O N M L K J I H G F E D C B A
```

O método Atbash pode ser usado para criptografar expressões de qualquer alfabeto, devido à simplicidade da substituição das letras.
Por exemplo, em Atbash, as letras "wrmsvril" significam "dinheiro". No desafio The Da Vinci Code Quest by Google", os jogadores são obrigados a traduzir palavras do código Atbash.